# 12e régiment de spahis tunisiens
Pour les articles homonymes, voir 12e régiment.
Le 12e régiment de spahis tunisiens (12e RST) est une unité de cavalerie de l'Armée d'Afrique dépendant de l'armée française.

## Création et différentes dénominations
- 1922 : Création du 12e régiment de spahis tunisiens
- 1929 : devient le 5e régiment de spahis tunisiens

## Historique des garnisons, campagnes et batailles

### Entre-deux-guerres
Ce régiment à l'existence éphémère a été créé en 1922 à partir d'éléments tunisiens du régiment mixte de marche de cavalerie du Levant (RMMCL). Il était alors en garnison à Damas (Syrie). Une escadron et un peloton de mitrailleuse défendent la citadelle de Rachaya du 20 au 24 novembre 1925 face aux Druzes.
Il devient le 5e régiment de spahis tunisiens en 1929.

### Étendard du régiment
Il porte, cousues en lettres d'or dans ses plis, les inscriptions suivantes :
- Levant 1920-1927